# تحطم طائرة نادي بالماس 2021
تحطم طائرة نادي بالماس 2021 في 24 يناير 2021 تحطمت طائرة بيتشكرافت بارون الخاصة التابعة لفريق كرة القدم لاتحاد بالماس فوتيبول إي ريجاتاس بعد وقت قصير من مغادرتها مطار بالماس بريجاديرو ليسياس رودريغيز في البرازيل. تحطمت الطائرة في طريقها إلى جويانيا، مما أسفر عن مقتل جميع الأشخاص الستة الذين كانوا على متنها: أربعة أعضاء من فريق كرة القدم ومالك الفريق والطيار. كانت الرحلة في طريقها إلى مباراة كأس إقليمية لكرة القدم بين بالماس وفيلا نوفا لبطولة كوبا فيردي البرازيلية.

## الضحايا
في بيان صدر لوسائل إعلامية مختلفة أُعلن عن وقوع ستة وفيات. ومن بين ضحايا الحادث لاعبو كرة القدم ماركوس موليناري ولوكاس براكسيديس وجويلهيرمي نوي ورانول ورئيس الفريق لوكاس ميرا بالإضافة إلى الطيار فاغنر ماتشادو.